# Ion Sârbu
Ion Sârbu (* 25. Januar 1924 in Câmpina, Kreis Prahova; † 17. August 1997 in Bukarest) war ein rumänischer Politiker der Rumänischen Kommunistischen Partei PCdR (Partidul Comunist din România), ab 1948 PMR (Partidul Muncitoresc Român) und ab 1965 PCR (Partidul Comunist Român), der unter anderem von 1988 bis 1989 Sekretär des Zentralkomitees (ZK) war.

## Leben
Sârbu besuchte von 1936 bis 1940 die Schule für Kunst und Handwerk in seiner Geburtsstadt Câmpina und war danach von 1940 bis 1946 als Schreiner in der Erdölgesellschaft Steaua Română tätig. Während dieser Zeit trat er im Juni 1945 der Rumänischen Kommunistischen Partei PCdR (Partidul Comunist din România) bei. Nachdem er zwischen August 1946 und Mai 1947 Sekretär der Gewerkschaft der Erdölarbeiter in Câmpina war, besuchte er 1947 einen sechsmonatigen Lehrgang an der Parteischule und war daraufhin von 1947 bis Juni 1949 Aktivist und Chef der Sektion Propaganda des Parteikomitees im Kreis Prahova. Er war zwischen Juni 1949 und Januar 1950 Absolvent der „Andrei Alexandrowitsch Schdanow“-Hochschule für Sozialwissenschaften und fungierte dann von Februar 1950 bis 1968 als Sekretär für Propaganda im Parteikomitee von Ploiești. Während diese Zeit absolvierte er von 1955 bis 1958 ein Studium an der Parteihochschule „Ștefan Gheorghiu“. Auf dem Neunten Parteitag der PCR (19. bis 24. Juli 1965) wurde er Mitglied der Zentralen Revisionskommission, der bis zum 12. August 1969 angehörte.
Danach war Sârbu zwischen 1968 und 1976 Erster Sekretär des PCR-Parteikomitees sowie zugleich Präsident des Exekutivkomitees des Volksrates im Kreis Buzău. 1969 wurde er ferner erstmals Mitglied der Großen Nationalversammlung (Marea Adunare Națională) und vertrat dort zunächst den Wahlkreis Beceni Nr. 12, zwischen 1975 und 1980 den Wahlkreis Nehoiu Nr. 7, von 1980 bis 1985 den Wahlkreis Morărești Nr. 10 sowie zuletzt zwischen 1985 und 1989 den Wahlkreis Toplița Nr. 5. Am 12. August 1969 wurde er Mitglied des Zentralkomitees (ZK) der PCR und gehörte diesem Gremium bis zum Sturz von Nicolae Ceaușescu im Zuge der rumänischen Revolution am 22. Dezember 1989 an. Während seiner Parlamentszugehörigkeit war er von 1975 bis 1980 Sekretär der Großen Nationalversammlung. Er war ferner zwischen 1976 und 1978 Erster stellvertretender Leiter der Organisationsabteilung des ZK, Sekretär des Nationalrates der Front der Demokratie und der sozialistischen Einheit FDUS (Frontul democrației și unității socialiste) sowie Mitglied des Nationalrates des Volkes der Arbeit (Oamenilor Muncii). Im Anschluss fungierte er von 1978 bis 1984 als Erster Sekretär des PCR-Parteikomitees im Kreis Argeș sowie 1984 kurzzeitig als Sekretär des Parteikomitees im ZK-Apparat, ehe vom 6. Juni 1984 bis zum 1. Dezember 1989 Vizepräsident des Zentralrates für die Arbeitskontrolle der wirtschaftlichen und sozialen Aktivitäten war. Sârbu wurde am 30. November 1988 zudem Sekretär des ZK der PCR und übte diese Funktion bis zum 3. November 1989 aus.